# Manuel Isler
Manuel Isler (* 1932 in Basel; † Juli 2011) war ein Schweizer Literaturwissenschaftler und Journalist.

## Leben
Isler promovierte im Jahr 1959 an der Universität Basel in Germanistik. Er arbeitete jahrzehntelang für die National-Zeitung und die Basler Zeitung. In den Jahren von 1987 bis 1997 leitete er die Ringier-Journalistenschule. Peter Rothenbühler bezeichnet ihn als „den besten aller Leiter der Ringier-Journalistenschule, Vorbild und Lehrer ganzer Generationen von Journalisten“.
Ab 1985 leitete er das Inland-Ressort bei der aus „National-Zeitung“ und „Basler Nachrichten“ hervorgegangenen Basler Zeitung. Er befasste sich journalistisch aber auch mit Literatur, z. B.: Otto F. Walter et al.: Thomas Mann – aus heutiger Sicht. Eine Umfrage zum 100. Geburtstag des deutschen Schriftstellers am 6. Juni. Im Schweizer Fernsehen beleuchtete er am 9. Mai 1967 „kritisch Gerhard Zwerenz’ neuen Roman ‚Casanova oder Der kleine Herr in Krieg und Frieden‘“.
Im Jahr 1961 heiratete er Vera Isler-Leiner.

## Schriften (Auswahl)
- Referate. Mit Fritz Wanner, Edmond Tondeur, August E. Hohler, Manuel Isler und Hans Küry. Bern: Vereinigung schweizerischer Personalzeitungs-Redaktoren, 1970. OCLC 80667902
- Staat und Zeitung. In: National-Zeitung/NZ am Wochenende, 132 (1974), Nr. 319 (12. Oktober 1974).
- Sport und Werbung. In: National-Zeitung/NZ am Wochenende, 132 (1974), Nr. 256 (17. August 1974).
- Etappen – Neue TV-Programmstruktur. In: National-Zeitung/NZ am Wochenende. 132 (1974), Nr. 146 (11. Mai 1974).
- Alternativen – schaltet unser Fernsehen richtig? In: National-Zeitung/NZ am Wochenende, 132 (1974), Nr. 21 (19. Januar 1974).
- Braucht unsere Armee den Wandel? In: Staatsbürger, 1979, Nr. 5, S. 4–8.
- Medienpolitik in einer konventionellen Medienlandschaft. In: Leon Schlumpf: Beiträge zum Staatsmann und Menschen. Chur 1984, S. 111–116.
- Alles andere als ein Anpasser: zum 100. Geburtstag von Walter Muschg. In: Basler Magazin, 1998, Nr. 19, S. 1–3.